# Tiếng Duan
Tiếng Duan, tiếng Doan, hay tiếng Halang Doan, là một ngôn ngữ được hơn 4.000 người sử dụng ở hai bên biên giới Lào - Việt Nam. Có khoảng 2.346 người nói ở tỉnh Attopu, Lào và một vài ngàn người khác ở tỉnh Kon Tum, Việt Nam. Hiện thông tin về ngôn ngữ này quá ít ỏi để có thể phân loại chính xác. Có lẽ người nói tiếng Duan có thể hiểu lẫn với người nói tiếng Takua, Ca Dong, Halang và Rengao. Người nói tiếng Duan có lẽ thuộc dân tộc Xơ Ɖăng.